# 563e Volksgrenadierdivisie
De Grenadier-Lehr-Divisie / 563e Grenadierdivisie / 563e Volksgrenadierdivisie (Duits:  Grenadier-Lehr-Division / 563. Grenadier-Division / 563. Volksgrenadier-Division) was een Duitse infanteriedivisie tijdens de Tweede Wereldoorlog. 

## Geschiedenis
De Grenadier-Lehr-Divisie werd opgericht op 3 augustus 1944 op Oefenterrein Döberitz door Wehrkreis III als onderdeel van de 30. Welle. Deze divisie werd op 17 augustus 1944 omgedoopt tot 563e Grenadierdivisie.

## 563e Grenadierdivisie
De divisie was bedoeld voor Unternehmen Tanne, het bezetten van Finse eilanden in de Finse Golf. Uiteindelijk werd de divisie per schip naar Tallinn vervoerd in september 1944, maar al eind augustus 1944 werden drie bataljons door de lucht vervoerd naar Pärnu. De divisie kwam in actie aan het oostfront in Estland en kwam in de frontlijn aan de noordoostoever van het Võrtsjärv (Duits: Wirzsee). Al snel moest de divisie aansluiten aan de algemene terugtocht van Heeresgruppe Nord en tegen begin oktober was de divisie al ten noordoosten van Riga in de Segewold stelling. Op 9 oktober 1944 werd de divisie omgedoopt tot 563e Volksgrenadierdivisie.

## 563e Volksgrenadierdivisie
De divisie werd meteen ook op dezelfde stand gebracht als de divisies van de 32. Welle door toevoegen van extra divisie-eenheden. Wel werd op 12 oktober 1944 Grenadier-Regiment 1147 opgeheven, dus de divisie was wel duidelijk kleiner. In de zich nu vormende Koerland pocket werd de divisie naar de frontlijn ten noorden van Vaiņode geplaatst. De divisie werd van 27 oktober tot 2 november 1944 de Tweede Koerlandslag ingetrokken en leed zware verliezen, net als alle Duitse eenheden, maar hield wel het front, alhoewel dat wel een stukje naar het noorden geschoven was. De divisie bleef ongeveer in zijn zelfde frontsector tot het eind van de oorlog.
Op 8 mei 1945 capituleerde de 563e Volksgrenadierdivisie bij Rudbārži, als onderdeel van de algehele capitulatie van Heeresgruppe Kurland.

## Bovenliggende bevelslagen
| Legerkorps            | Leger                   | Legergroep        | Plaats/regio   | Begin               | Eind                |
| --------------------- | ----------------------- | ----------------- | -------------- | ------------------- | ------------------- |
| 2e Legerkorps         | Armee-Abteilung Narwa   | Heeresgruppe Nord | Estland        | eind augustus 1944  | eind september 1944 |
| 38e Legerkorps        | Armee-Abteilung Grasser | Heeresgruppe Nord | Riga           | eind september 1944 | medio oktober 1944  |
| 2e Legerkorps         | 16. Armee               | Heeresgruppe Nord | Riga, Koerland | medio oktober 1944  | medio oktober 1944  |
| 10e Legerkorps        | 18. Armee               | Heeresgruppe Nord | Koerland       | medio oktober 1944  |                     |
| direct onder bevel    | 18. Armee               | Heeresgruppe Nord | Koerland       | begin november 1944 |                     |
| Korpsgruppe Tomaschki | 18. Armee               | Heeresgruppe Nord | Koerland       | eind november 1944  | medio december 1944 |
| 1e Legerkorps         | 18. Armee               | Heeresgruppe Nord | Koerland       | medio december 1944 | januari 1945        |
| 2e Legerkorps         | 18. Armee               | Heeresgruppe Nord | Koerland       | januari 1945        | 8 mei 1945          |

## Commandanten
| Rang                                       | Naam            | Begin            | Eind             |
| ------------------------------------------ | --------------- | ---------------- | ---------------- |
| Oberst vanaf 15 december 1944 Generalmajor | Ferdinand Brühl | 13 augustus 1944 | 25 februari 1945 |
| Oberst vanaf 20 april 1945 Generalmajor    | Werner Neumann  | 25 februari 1945 | 8 mei 1945       |

## Samenstelling
- Grenadier-Regiment 1147, op 12 oktober 1944 opgeheven en vormde Füsilier-Bataillon 1563
- Grenadier-Regiment 1148
- Grenadier-Regiment 1149
- Artillerie-Regiment 1563
- Divisie-eenheden 1563, deels ook 563